# مستشفى المواساة الجامعي (الإسكندرية)
مستشفى المواساة الجامعي هو مستشفى تعليمي حكومي مصري، وأحد مستشفيات جامعة الإسكندرية، يتبع كلية الطب (جامعة الإسكندرية)، يقع بمنطقة الحضرة بمدينة الإسكندرية على مساحة حوالي 5.5 فدان، أنشأته جمعية المواساة الإسلامية بالإسكندرية لتكون مستشفى خيري أهلي، بدأ العمل على إنشائه سنة 1931، وافتتح رسميًا سنة 1936، بلغت الطاقة الاستيعابية للمستشفى سنة 2015 حوالي 135 سرير، واستقبل 1496 مريض، وأُجري به 98 عملية جراحية.

## التاريخ
رغبت جمعية المواساة الإسلامية في إنشاء مستشفى أهلي بمدينة الإسكندرية يخصص قسم كبير منه لمعالجة الفقراء مجانًا، فقامت بالدعاية وتدبير المال اللازم له، وقد نجح محمد فهمي عبد المجيد رئيس الجمعية في إضافة نص إلي قانون الجمعية يقضي بأن يكون من ضمن أغراضها معالجة المرضى، وتحقيقًا لذلك أصدرت الجمعية العمومية للمواساة قرارًا في 27 أكتوبر 1929 بإضافة هذا النص لقانون الجمعية، ومن هنا كان إنشاء عمارة المواساة والاستعانة بإيرادها في بناء المستشفى، صادفت جهود محمد فهمي عبد المجيد العديد من العقبات لشراء قطعة أرض في منطقة الحضرة بحي وسط الإسكندرية والبالغ مساحتها 19 ألف متر مربع لبناء المستشفى المواساة، إلا أن الجمعية نجحت في شرائها في نهاية المطاف.
أصر محمد فهمي عبد المجيد أن يكون بناء المستشفى علي أحدث النظم، ولهذا سافر إلى ألمانيا للاطلاع علي أحدث المستشفيات بها وهو مستشفى مارتن لوثر ببرلين، ليكون نموذجًا لمستشفى المواساة، وتم استدعاء المهندس الذي قام بتشييد المستشفي وهو "ارنست كوب"، والذي حضر إلي الإسكندرية في 20 يوليو 1930، وعاين قطعة الأرض ووضع التصميمات الهندسية الخاصة بالمستشفى، في 22 نوفمبر 1931 بدأت أعمال إنشاء المستشفى، والتي صادفها الكثير من الصعاب المالية، الأمر الذي دفعها الي الحصول علي سلفة من بنك مصر لاستكمال أعمال الإنشاء، وتم رهن العمارة التي تمتلكها الجمعية ضمانًا لهذه السلفة، والتي بلغت وقتها ثلاثون ألف جنيهًا مصريًا، ونجحت الجمعية في إنهاء بناء المستشفى خلال ثلاثة سنوات.
في 12 نوفمبر 1936 افتتح الملك فاروق الأول المستشفى بشكل رسمي، وكانت المواساة تُعتبر مستشفى طبي متميز حيث تلقى فيه العلاج العديد من الملوك والأمراء مثل الملك عبد العزيز آل سعود، الملك فيكتور إيمانويل الثالث، والأمير محمد بن عبد الكريم الخطابي، والشاه محمد رضا بهلوي، في سنة 1965 انتقلت تبعية المستشفى إلى المؤسسة العلاجية التابعة لوزارة الصحة والسكان، وفي 18 مايو 2004 صدر قرار رئيس الجمهورية رقم 166 بنقل تبعية مستشفى المواساة من وزارة الصحة والسكان إلى جامعة الإسكندرية، وفي 2010 اٌفتتح المجمع التعليمى لكلية الطب داخل المستشفى بسعة 3500 طالب، ويدرس طلبة كلية الطب العلوم الأساسية التي تدرس في السنوات الثلاث الأولى.

## الأقسام والتخصصات
يضم مستشفى المواساة الجامعي العديد من الأقسام التخصصات الطبية وهي الأشعة التشخيصية والتداخلية، العيادات الخارجية بمختلف تخصصاتها، وحدة الغسيل الكلوي، معامل تحليل، الصيدلية، وحدة زرع الكبد، وحدة زرع النخاع، وحدة زرع الكلى، العناية المركزة، العناية الجراحية، المناظير، بنك الدم، القسم الداخلي، وحدة جراحات العمود الفقري.

## وصلات خارجية
- الصفحة الرسمية للمستشفى على موقع فيس بوك.